# 고우~공주들의 전국~
《고우~공주들의 전국~》(일본어: 江〜姫たちの戦国〜 고우 히메타치노센고쿠[*])는 2011년 1월 9일부터 2011년 11월 27일까지 방송된 50번째 NHK 대하드라마이다. 최고 시청률은 22.6%, 평균 시청률은 17.7%을 기록하였다.

## 작품내용 및 반향
2009년 6월 17일 처음 제작발표되어 2008년 방송됐던 아츠히메의 각본을 맡았던 타부치 쿠미코가 담당하였으며, 음향또한 아츠히메를 맡았던 요시마타 료우가 담당하게 되었다. 2009년 대하드라마 천지인과 같이 전국시대부터 에도시대까지를 배경으로 펼쳐진다.
주인공은 이후 에도막부 제2대 쇼군 도쿠가와 히데타다의 정실이 되는 고우. 고우는 과거 전국시대부터 에도시대 초기까지를 배경으로 한 영상물에 가끔 출연하기도 하였으나 이번 작품에서는 그 생애에 대하여 중심적으로 다룬다. 언니인 챠챠, 하츠와 같이 전란에 휩쓸리면서도 가족이나 주변 사람들과의 인연을 키워나가 천하태평한 시대를 만들려 계속해 염원하였고, 마지막에는 쇼군의 정실이 되어 정실으로써의 기반을 닦았다. 이제는 대하드라마의 기본이라고도 볼 수 있는 오다 노부나가, 도요토미 히데요시, 도쿠가와 이에야스라는 세 영웅 모두 등장하는 내용으로써 특히나 각 시대의 중심에서 역사를 직접 보아온 고우의 모습을 통해, 새로운 전국시대의 역사. 여성의 역사로써 드라마가 그려진다.
주연인 고우의 연기는 대하드라마에 처음 출연하는 우에노 주리. 대하드라마 역사상 8번째, 아츠히메 이후 첫 여성주연이 된다. 또한 장녀 챠챠의 역은 미야자와 리에, 차녀 하츠의 역은 미즈카와 아사미, 세 자매의 어머니역을 맡은 것은 스즈키 호나미(내레이션도 포함), 고우의 세 번째 남편이 되는 도쿠가와 히데타다역은 대하드라마 첫 출연인 무카이 오사무가 채용되었다.
본 작품은 제13화의 시점에서 고우가 만 10~11세로 과거의 작품들에 비해 주인공의 소녀기가 굉장히 긴데, 작품 중의 설정 연령이 만 6세(제2화 시점)인 고우를 24세인 우에노 주리가 연기하는 등 세 자매의 소녀기에 아역배우를 전혀 쓰지 않고 20대에서 30대의 여배우가 연기하는 점, 그리고 코메디 같은 연출이나 대사, 또한 9세인 고우가 혼노지의 변 후 도쿠가와 이에야스와 함께 현재의 미에현 북서부에 위치하는 이가(伊賀)를 넘는다든지, 아케치 미쓰히데에게 설교를 하는 등 소녀기의 고우를 역사적 사건에 억지로 연결시키려는 사실과는 다른 전개에 대해 "시대극인데 '노다메 칸타빌레'로밖에 안 보인다.", "애 같아서 만화틱하다.", "역사적 사실과 다르다." 등의 의견도 적지 않다. 이에 대해 방송을 하는 NHK 측은 "소녀기를 아역배우가 아니라 우에노 주리가 연기하는 것은 고우의 성장을 시청자가 보고 더 강하게 감정 이입을 해주었으면 하기 때문이다.", "떠들어대는 장면이 많은 것은 소녀기이기 때문이다. 성인이 되면 새롭게 전개된다."고 해명하고 있다.
총46화의 평균 시청률은 17.7%(관동지방조사)으로 이전 방영하였던 '료마전'의 평균시청률보다 낮을 뿐 아니라, 최근 10년간 방영한 대하드라마 중 '무사시 MUSASHI'(2003년)의 16.7%, '신센구미!'(2004년)의 17.4%에 이어 3번째로 낮은 시청률이다. 전체 46화중 시청률이 20%를 넘은 것은 8화이며, 이것도 초반부에 집중되어 있어 관동지방에서는 18화 이후로는 한번도 20%를 넘지 못하였는데, 이는 시청률을 올리기 쉽다고 여겨지는 전국시대 삼대무장이 등장한 작품중에서 유일하게 평균시청률 20%를 넘지 못한 것이다.
'주간신조'2011년12월29일자 잡지에서 아메리카의 최악영화상'골든라즈베리상'에 빗대어 만든 2011년 일본 최악의 드라마를 선정하는 '제1회 신조라즈베리상'이 열렸는데, '고우~공주들의 전국~'은 총 득표수(5표)중 3표를 받아서 '남극대륙'을 누르고 2011년 최악의 드라마상을 받았다. 또한 주연을 맡은 우에노 주리또한 4표를 받아 최악의 주연여우상을 받게 되었다.

### 기타
- 오프닝에서 연기자, 스탭에 대한 소개가 '아츠히메' 이후 3년만에 세로쓰기로 표기되었다. 또한 배역에서 '출연'또한 2년만에 표시되게 되었다.
- 아날로그 방송에서 2011년 7월 디지털으로 변하는 것을 고려하여 아날로그 방송종료까지 16:9로 방송되는데, 아날로그방송에서 16:9 사이즈로 방송되는 것은 이번이 처음이자 마지막이 된다. (료마전의 경우 14:9로 방송)
- 위성방송에 대해서는 현재 BS2(표준화질)과 BShi(하이비젼 화질)이 2011년 3월에 재편되며 방송종료를 하기 때문에 3월 27일방송까지는 기존방식으로 진행하되, 4월 3일이후에는 이 2개의 채널을 통합한 새로운 채널인 'BS프리미엄'으로 일요일 18시부터 18시 45분까지 방송된다.

## 등장인물

### 주인공 및 아자이가문

#### 아자이 세자매
- 고우 - 우에노 주리

주인공. 아자이 나가마사ㆍ오이치의 셋째딸.
- 요도 - 미야자와 리에 (어릴적 배역 : 아시다 마나)

(챠챠 → 요도)
아자이 나가마사ㆍ오이치의 장녀. 이름은 챠챠.
- 하츠 - 미즈카와 아사미 (어릴적 배역 : 오쿠다 이로하)

(하츠 → 죠코인)
아자이 나가마사ㆍ오이치의 둘째딸.

#### 아자이가(家)
- 이치 - 스즈키 호나미

오다 노부나가의 여동생. 아자이 세자매의 어머니.
- 아자이 나가마사 - 도키토 사부로

세자매의 아버지. 오우미 국 오타니 성주.
- 아자이 히사마사 - 데라다 미노리

옛 아자이가문의 당주. 나가마사의 아버지.
- 아카오 키요츠나 - 유이 마사유키

아자이가 가신.

#### 몸종들
- 스마 - 히다리 토키에

오이치의 유모.
- 민부쿄노 츠보네 - 미야지 마사코

고우의 유모. 이름은 요시.
- 오오쿠라쿄노 츠보네 - 이사야마 히로코

요도(챠챠)의 유모. 이름은 사키. 오오노 하루나가의 어머니.
- 우메 - 이즈미 치누

죠코인(하츠)의 유모.

### 오다가(家)

#### 오다 일족
- 오다 노부나가 - 토요카와 에츠시

오이치의 오라버니. 미노 국 기후 성주, 이후 오우미 국 아즈치 성주.
- 오다 노부카네 - 코바야시 타카시

노부나가의 동생이자 오이치의 오라버니. 고우의 외삼촌. 이세 국 코즈케 성주, 이후 츠 성주. 형과 달리 온화한 성격.
- 오다 노부타다 - 타니다 아유미

노부나가의 장남이자, 아자이 세자매의 사촌형제.
- 오다 노부카츠 - 야마자키 유우타

노부나가의 차남. 자존심은 높지만 경솔한 인물.
- 오다 노부타카 - 카나이 유우타

노부나가의 삼남. 형들인 노부타다, 노부카츠와는 이복형제.
- 오다 히데노부(산보우시) - 니시무라 료카이 (아역 : 쇼지 류세이)

노부타다의 남겨진 자식으로, 노부나가의 장손.

#### 시바타가(家) 카츠이에파(派)의 여러 장수
- 시바타 카츠이에 - 다이치 야스오

오다가 필두중신. 통칭 슈리노스케. "귀신 시바타"라고 불리는 맹장. 하지만 자수를 잘하는 의외의 일면도 있다.
- 사쿠마 모리마사 - 야마다 쥰다이

오다가의 가신. 노부나가 사후에는 시바타군에 소속해 가츠이에에게 "주군"이라고 부른다.
- 요스케 - 오오타케 코이치

키타노쇼 성의 마구간 지기.

#### 아케치가(家)
- 아케치 미츠히데 - 이치무라 마사치카

오다가의 신하. 원래는 아시카가 요시아키의 가신. 통칭 휴가노카미. 또는 코레토 휴가노카미로 불린다.
- 사이토 토시미츠 - 카미오 유우

아케치가 중신. 통칭 쿠라노스케. 오후쿠의 친아버지.

#### 모리가(家)의 형제
- 모리 란마루 - 세토 코지

노부나가의 시동. 미모에 뛰어나 노부나가의 측근으로서 모시고 있다.
- 모리 보우마루 - 소메타니 쇼타

노부나가의 시동. 란마루의 동생. 형제 모두 미모가 우수했다. 그 외모에 하츠는 첫눈에 반했다.
- 모리 리키마루 - 사카모토 쇼고

노부나가의 시동. 란마루ㆍ보우마루의 동생.

#### 그 외 오다 가신
- 사지 카즈나리 - 히라 타케히로

오다 노부카츠의 가신으로 오와리 국 오노죠 성 주. 생모는 노부나가의 여동생 오이치와 자매지간으로, 고우 자매들과는 사촌에 해당한다. 고우의 첫번째 남편.
- 니와 나가히데 - 에즈레 켄지

오다가 중신.
- 이케다 츠네오키 - 타케다 요시하루

오다가 중신.
- 삿사 나리마사 - 나카하라 유우야

오다가 가신

### 도요토미가(家)

#### 도요토미 일족
- 도요토미 히데요시 - 키시타니 고로

(키노시타 토키치로 히데요시 → 하시바 히데요시 → 도요토미 히데요시)
통칭 토키치로, 이후 지쿠젠노카미. 아명은 히요시. 원숭이라는 별명으로 불리는 일도 많다."히토타라시"등으로 불리며 인심 장악을 잘하는 한편, 자신의 욕망에 충실한 인물.
- 오네 - 오오타케 시노부

(오네 → 키타노만도코로 → 고다이인)
히데요시의 정실. 이름은 오네. 히데요시의 간파쿠 취임 후에는 키타노만도코로라 불린다. 히데요시의 사후 고다이인이라고 일컫다.
- 오오만도코로 - 나라오카 토모코

(나카 → 오오만도코로)
히데요시의 어머니. 이름은 나카. 아들들을 아명으로 부른다.
- 도요토미 히데츠구 - 키타무라 유키야

(하시바 히데츠구 → 도요토미 히데츠구)
히데요시의 누나 토모의 장남. 히데요시의 조카.
- 도요토미 히데카츠 - AKIRA

(하시바 히데카츠 → 도요토미 히데카츠)
히데요시의 누나 토모의 차남. 히데요시의 조카이자 양자. 형·히데츠구를 진심으로 사모하고 있으며, 관계는 양호. 고우의 2번째 남편.
- 도요토미 히데나가 - 하카마다 요시히코

(하시바 히데나가 → 도요토미 히데나가)
히데요시의 동생
- 도요토미 히데요리 - 타이가 (어린 시절 1:스다 류아/ 어린 시절 2:쿠로사와 히로키/소년기:타케 다카츠토)

(히로이 → 도요토미 히데요리)
히데요시와 요도 사이에서 태어난 차남. 아명은 히로이.
- 아사히 - 히로오카 유리코

히데요시의 여동생.
- 사다 - 야마모토 마이카 (어린 시절 1:쿠리모토 유키/ 어린 시절 2:이토 코코아)

고우와 도요토미 히데카츠의 장녀. 고우가 도쿠가와 히데타다와 재혼할 때 사다는 어머니와 헤어지고 요도(이모)의 양녀가 된다. 후에 쿠죠 유키이에와 혼인한다.
- 토모 - 아사와 사토미

히데요시의 누나. 히데츠구와 히데카츠의 어머니.
- 하시바 히데이에 - 사이토 유우

히데요시의 양자. 우키타 가문 출신.
- 하시바 히데카츠 - 사이토 쥬스케

(오츠기마루 → 오츠기마루 히데카츠 → 하시바 히데카츠)
히데요시의 양자로 오다 노부나가의 4남. 아명은 오츠기마루.
- 츠루마츠 - 오오타키 리오

히데요시와 요도 사이에서 태어난 적남.
- 도요토미 쿠니마츠 - 미타니 쇼타

히데 요리의 장남. 어머니는 히데 요리의 측실. 오사카 낙성 후, 생포되어 처형된다.

#### 호소카와가(家)
- 호소카와 가라샤 - 미무라

(아케치 타마 → 호소카와 타마 → 호소카와 가라샤)
호소카와 타다오키의 정실. 아케치 미쓰히데의 딸. 이름은 타마.
- 키요하라 마리아 - 요시다 요

(키요하라 이토 → 키요하라 마리아)
가라샤의 시녀. 이름은 이토.
- 호소카와 타다오키 - 우치쿠라 켄지

오다가, 후에 도요토미 가의 가신. 아내는 아케치 미츠히데의 딸·타마로서 미쓰히데의 사위에 해당한다. 센노 리큐의 제자이기도 하다.
- 호소카와 미츠치요 - 나카가와 타이시

타다오키와 가라샤의 3남.
- 호소카와 유사이 - 오다 유타카

오다가의 가신. 탄고 국 미야즈 성주. 타다오키의 아버지. 이름은 후지타카.

#### 쿄고쿠가(家)
- 쿄고쿠 타츠코 - 스즈키 사와

（쿄고쿠 타츠코 → 쥬호우인)
도요토미 히데요시의 첩. 어머니는 아자이 나가마사의 누나 쿄고쿠 마리아, 아자이 세 자매의 외사촌에 해당한다.
- 쿄고쿠 타카츠구 - 사이토 타쿠미

도요토미 가문의 가신. 타츠코의 동생. 하츠의 남편. 어머니는 아자이 나가마사의 누나 쿄고쿠 마리아, 아자이 세 자매의 외사촌에 해당한다.

#### 이시다가(家)
- 이시다 미츠나리 - 하기와라 마사토

히데요시의 가신. 고부교의 한 사람.
- 시마 사콘 - 나카무라 이쿠지

미츠나리의 측근.
도쿠가와 이에야스와의 대립이 깊어진 미츠나리를 보좌. 미츠나리가 한동안 사와 산성에서 근신했을 때도 마찬가지. 미츠나리가 거병하면서 그 군사로서 세키가하라에 포진한다.

#### 쿠로다가(家)
- 쿠로다 칸베에 - 시바 토시오

히데요시의 군사. 한쪽 다리가 불편에서 걸어 다닐 때 지팡이를 이용하고 있다.
- 쿠로다 나가마사 - 하세가와 키미히코

칸베에의 적자. 도요토미 가문의 무장.

#### 사나다가(家)
- 사나다 마사유키 - 후지나미 타츠미

도요토미 산하의 다이묘. 시나노국 우에다 성 주.
- 사나다 유키무라 - 하나다 마나부

사나다 마사유키의 차남.
아버지와 함께 히데타다를 농락하여, 세키가하라 전투에 늦게 참여하도록 하였다.

#### 그 외 도요토미 가신
- 오오노 하루나가 - 타케다 신지

도요토미 가신. 오오쿠라쿄노 츠보네의 자식.
도쿠가와 가문의 소식을 경계시한다. 오사카 여름전투에서는 히데타다의 병력에 의해 포탄에 맞고 쓰러졌다.
- 카타기리 카츠모토 - 미타무라 쿠니히코

도요토미가(家) 중신
- 마에다 토시이에 - 오이데 슌 (장년기: 와다 케이사쿠)

원래 오다 가문의 가신, 후에 도요토미 가문 산하에 들어간다.
- 후루타 오리베(후루타 시게나리) - 후루사와 이와오

히데요시의 가신. 이름은 시게나리. 센노 리큐의 다도 제자이기도 하다.
리큐에게 가장 눈여겨 본 다인. 리큐가 히데요시에게 은퇴를 요구했을 때, 후계자로 추천됐다.
- 후쿠시마 마사노리 - 카나야마 카즈히코

도요토미 가문의 무장.
- 카토 키요마사 - 요코야마 카즈토시

도요토미 가문의 무장.
- 모리 테루모토 - 하마다 아키라

도요토미 산하의 다이묘로서 고다이로 중 한명. 츄고쿠 지방에 세력을 갖는다.
이시다 미츠나리와 도쿠가와 이에야스의 대결에서 비장의 카드로 도요토미군(서군) 총대장으로 옹립되어 오사카성에 들어간다.
- 소에다 진베에(소에다 요시나리) - 스미다 타카시

아사히의 남편.
- 고토 마타베(고토 모토츠구) - 키무라 사카에

도요토미 가문의 무장.
사나다 유키무라처럼 로닌의 몸에서 오사카 성으로 들어가다. 총대장인 히데요리가 좀처럼 출마하지 않아 의문을 품었다. 코마츠산 전투에서 전사.

#### 그 외 도요토미 일가의 여성
- 코조스 - 야마구치 카린

코다이인의 필두 시녀를 지낸 비구니.
하츠와 타카츠구가 오츠 성에서 서군의 맹공에 의해 궁지에 빠져 그들을 구하기 위해 고다이인에 의해 오츠 성에 오오쿠라쿄노 츠보네와 함께 하츠부부를 구출하러 간다.
- 토요 - 야마노우치 메이비

히데요리의 첩.

### 도쿠가와 가문

#### 도쿠가와 일족
- 도쿠가와 이에야스 - 키타오오지 킨야

오다가(家)와 동맹을 맺고 있는 센고쿠 다이묘. 미카와국을 중심으로 도카이 일대를 다스리고, 후에 에도에 거점을 두고, 간토로 영지를 옮긴다. 히데타다의 아버지.
- 도쿠가와 히데타다 - 무카이 오사무

도쿠가와 이에야스의 3남. 아명은 타케치요.
이에야스의 사후 아들 이에미츠를 생각해 다이묘들에게 엄격한 자세로 임하다.
- 센 - 쿠츠나 시오리 (소녀기:아시다 마나/ 어린 시절:타카사키 하루)

히데타다의 장녀(고우의 차녀).
도쿠가와 가문과 도요토미 가문의 정략결혼으로 7세 출가한다. 히데요리와는 서로 사랑하는 사이였지만, 오사카 전투에 의해 도쿠가와가와 도요토미가는 적대하게 되고, 남편인 히데요리를 잃게 된다.
도요토미 가문 멸망 후 아버지, 히데타다를 원망하지만 고우의 설득으로 혼다 타다토키(혼다 타다카츠의 장손)에게 시집가게 된다.
- 도쿠가와 노부야스 - 키무라 쇼우고

도쿠가와 이에야스의 장남.
무장으로서 우수하여 이에야스의 기대가 두텁고, 또한 노부나가의 장녀 도쿠과 혼인하는 등 오다 가문과의 동맹에 중요한 인물. 그러나 "노부야스가 타케다 집안과 내통하고 있다."라는 도쿠의 밀고에 의해 노부나가는 할복을 선고한다. 이에야스는 고뇌 끝에 노부야스를 할복시켰다.
- 유키 히데야스 - 마에다 켄

（오기마루 → 하시바 히데야스 → 도요토미 히데야스 → 유키 히데야스）
도쿠가와 이에야스의 차남. 나중에 히데요시의 양자가 된다. 아명은 오기마루.
- 도쿠가와 타케치요 - 키노사키 나오토 (소년기:미즈하라 코타/2세:하시즈메 류)

（타케치요 → 도쿠가와 타케치요 → 도쿠가와 이에미츠）
고우의 장남(히데타다의 차남). 관례 후 이름은 이에미츠.
- 도쿠가와 쿠니마츠 - 이마가와 치쇼 (소년기:마츠시마 카이토/아기:테라오카 슈타로)

（쿠니마츠 → 도쿠가와 쿠니마츠 → 도쿠가와 타다나가）
고우의 차남(히데타다의 3남). 타케치요의 동생. 관례 후 이름은 타다나가.
- 츠키야마 - 아사노 카요

이에야스의 정실. 히데타다의 의붓어머니.
아들 노부야스와 함께 타케다 집안 내통혐의로 인해 남편인 이에야스의 명령으로 살해되었다.
- 타마 - 와타나베 아오이

히데타다의 차녀(고우의 셋째 딸).
할아버지(이에야스)의 명으로 3세 때 마에다 집안에 시집 갔다.
- 카츠 - 엔도 유미 (6세:야마오카 아이히메)

히데타다의 셋째 딸(고우의 넷째 딸).
사촌인 마츠다이라 타다나오와 혼인.
- 마사 - 카미시라이시 모네 (어린 시절:히라사와 코코로)

히데타다의 5녀(고우의 6녀).
- 마츠다이라 타다나오 - 나미우치 켄고

에치젠국 키타노쇼 번주. 카츠의 남편. 통칭 미카와노카미.
유키 히데야스의 아들이라 도쿠가와 가문의 친족에 해당한다. 히데타다에 의해 영지를 몰수당하고 분고에 추방된다.
- 타카코 - 카사이 유키나

전 간파쿠, 타카츠카사 노부후사의 딸. 이에미츠의 정실.

#### 혼다가(家)
- 혼다 마사노부 - 쿠사카리 마사오

이에야스의 가신. 통칭은 사도노카미.
이에야스로 부터후계자가 된 히데타다의 후견인 및 상담역을 맡아 히데타다를 지지한다. 히데타다의 쇼군 취임 후에는 이에야스와 함께 슨푸에도 출석하였다. 말년에는 병으로 쓰러져 유언으로 히데타다에게 마음을 독하게 먹고 정치에 임할 것을 또 사생아·유키마츠에 대해 고우에게 털어놓기를 권장하고 숨을 거두었다.
- 혼다 마사즈미 - 나카야마 마세이

마사노부의 아들. 이에야스의 가신. 통칭은 코즈케노스케.
아버지를 대신하여 참모로서 이에야스를 모셨다. 특히 도요토미 가문과의 외교전에서 활약했다.

#### 그외 도쿠가와 가신
- 혼다 타다카츠 - 카리야 슌스케

통칭 헤이하치로.
세키가하라 전투 때에는 측근으로서 이에야스의 상담역을 맡고 있었다.
- 아마노 야스카게 - 츠루타 시노부

이에야스의 중신.
히데타다 군이 세키가하라에 늦은 일을 고우에게 보고했다.
- 사카이 타다츠구 - 사쿠라기 켄이치

도쿠가와 가문에 봉사하고, 중개 및 실무 등의 사무에 임하고 있다.
- 오오쿠보 타다치카 - 아토 카이

히데타다의 중신.
우에스기 정벌 때 히데타다에 후원자로서 배치된다. 결과적으로 히데타다를 세키가하라 본선에 지각시키게 되었다.
- 하야시 라잔 - 하야시 야스후미

유학자.
도쿠가와 2대 쇼군으로서의 자각을 가지게 된 히데타다의 상담역으로서, 슨푸의 이에야스부터 에도에 파견된다. 후사문제에 대해 후쿠의 질문에 "장유유서를 존중하고 타케치요를 후계자로 삼아야 한다."라는 지론으로 후쿠를 기쁘게 했다.
- 사카이 타다토시 - 이시이 요스케

도쿠가와 가신.
오사카 성 해자를 메워져 있는 건에 대해서 고우에게 보고했다.
- 이케다 요시타카 - 시부야 타케루

도쿠가와 정권하의 장군. 하리마 국 히메지 번주. 통칭 신타로.
어린나이에 히메지 번을 상속받아 히데타다에 의해 10여만석이 감봉된 채 이나바국 돗토리번으로 이봉한다.
- 호시나 코마츠 - 코바야시 카이토

시나노국 타카토 번주·호시나 마사미츠의 양자. 도쿠가와 히데타다의 사생아.
고우는 그의 존재에 동요하지만, 사지 카즈나리의 진언에 따라 그를 만나고 의기투합했다.
- 스우덴 - 코비야마 요이치

이에야스의 측근 승려.
오사카 전투 후, 이에야스가 주도하는 무가의 모든 법도제정에 관여하고 그 조문을 다이묘들 앞에서 불렀다.

#### 그외 도쿠가와 일가의 여성
- 오오바노 츠보네 - 카가 마리코

히데타다의 유모.
- 후쿠 - 토미타 야스코

사이토 토시미츠의 딸. 이나바 마사나리의 아내. 타케치요의 유모. 후의 카스가노 츠보네.
- 나츠 - 아사쿠라 아키

히데타다의 몸종.
- 아챠노 츠보네 - 야마노 우미

이에야스의 첩.
오사카 겨울전투의 화해 교섭 역할에 뽑혀 도요토미 편 대표 죠코인과 회견한다.

### 호조가(家)
- 호조 우지나오 - 이와세 료

호조 가문 5대 당주. 우지마사의 아들.
아내는 도쿠가와 이에야스의 딸. 아버지와 비교하면 마음 약한 성격으로, 히데요시의 호죠 공세에 있어서 불안을 호소하는 일도 많았다. 결국 히데요시에게 항복하여 패배한다.
- 호조 우지마사 - 시미즈 코지

사가미국 오다와라성을 중심으로 간토를 다스리는 센고쿠 다이묘. 호조 가문 4대 당주. 호조 우지야스의 아들.
난공불락의 오다와라 성을 의지하여 도요토미 히데요시와 대치. 히데요시가 칸베에의 헌책에서 이시가키 산에 쌓은 성을 보고 전의상실하여 마침내 항복했다. 후에 할복.

### 그 외 무장가문
- 아시카가 요시아키 - 이즈미 모토야

무로마치 막부 제13대 쇼군·아시카가 요시테루의 동생. 명문 출신으로 자부심은 높지만, 긴장감이나 정세를 보는 눈이 없다.
- 아사쿠라 요시카게 - 나카야마 진

에치젠국의 센고쿠 다이묘. 아자이 가문과 맹우 관계에 있다.
상경한 오다 노부나가와 적대해 오다 가문과 동맹을 맺고 있는 아자이 가문을 영입하여 오다가에 대항하려고 계획. 이를 주저한 나가마사를 자기 편으로 끌어들이는 데 성공한다. 한때 아자이 가문의 내응도 있어 오다 군을 물리치지만, 아네가와 전투에서 오다·도쿠가와 군에 패배, 이후 자해했다.
- 타케다 카츠요리 - 히사마츠 노부요시

가이국의 센고쿠 다이묘.
오다 노부타다가 이끄는 오다 군의 공격에 의해 괴멸 후 텐모쿠산 전투로 인해 자해했다.

### 코노에가(家)
- 코노에 노부타다 - 스기사키 마사히로

코노에 가문의 당주. 류잔의 아들.
같은 고셋케인 간파쿠 니죠 아키자네과 그 자리를 다투고 있었지만, 아버지의 양자로 들어가던 하시바 히데요시에 스스로가 간파쿠가 되겠다는 중개를 신청한다.
- 코노에 류잔 - 에라 준

필두 고셋케·코노에 가문의 전 당주.
간파쿠 취임을 꾸민 하시바 히데요시에 코노에 가문의 양자로 하는 것을 요구 받고, 그 대가로 딸 사키코의 입궐 약속과 금은보화를 받아 승낙했다. 나중에 아들 노부타다와 함께 다시 히데요시와 면회하고 히데요시의 간파쿠 취임을 뒷받침한다.

### 그 외
- 센노 리큐 - 이시자카 코지

(센노 소우에키 → 센노 리큐)
사카이 출신의 다인. 이름은 소우에키.
노부나가는 리큐를 차 스승으로 모시고, 권력자에게 아첨 않고 오로지 미를 추구하는 자세는 노부나가에게 "일본 제일"라고 평가되고 있었다.
노부나가의 사후 천하인에 도달하는 히데요시에 매력을 느끼고 그의 차 스승이 된다. 높은 식견과 통찰력에서 나오는 리큐의 말은 아자이 세자매나 히데요시에 대한 귀중한 조언이 된다. 마침내 조정에서 리큐거사라는 호를 받아 명실공히 천하 제일의 다인이 된다.
그러나 천하인에 도달한 히데요시에 매력을 느끼지 않게 되고, 둘의 가치관의 차이에서 양자 간에는 틈이 생긴다. 또 차를 통해 많은 다이묘의 존경을 모았던 리큐를 위험시한 미츠나리의 참언에 의해 마침내 히데요시로부터 할복을 명한다.
- 루이스 프로이스 - 오지엘 노자키

포르투갈 출신의 예수회 선교사.
노부나가로부터 허락을 받아 아즈치에서 선교 활동을 벌이고 있다. 고우와 아즈치성에서 만났을 때 손등에 키스를 하는 등의 인사가 고우를 놀라게 했다.
- 고우안 - 에토 칸사이

의사.
오이치가 고우를 임신했을 때, 그녀의 요구에 의해 낙태하기 위한 약을 처방한다.

## 방송일 및 부제, 기행, 시청률
- 전체 46화. 1화와 최종화의 경우 75분으로 확대방송

※ 아래의 파란색 숫자는 '최저 시청률'이고, 빨간색 숫자는 '최고 시청률'입니다.
| 방영회                                    | 방송일      | 부제목                | 기행                                                                                      | 시청률 | 시청률 | 시청률 | 시청률   | 시청률   |
| 방영회                                    | 방송일      | 부제목                | 기행                                                                                      | 간토   | 간사이 | 주쿄   | 북부규슈 | 홋카이도 |
| ----------------------------------------- | ----------- | --------------------- | ----------------------------------------------------------------------------------------- | ------ | ------ | ------ | -------- | -------- |
| 제1회                                     | 01월 09일   | 호수국의 공주         | 오다니성 터 (도잔구치) (시가현 나가하마시)                                                | 21.7%  | 20.9%  | 23.8%  | 20.1%    | 15.6%    |
| 제2회                                     | 01월 16일   | 아버지의 원수         | 이세우에노 성 터 (미에현 쓰시) 아노쓰 성 터 (미에 현 쓰 시)                               | 22.1%  | 21.9%  | 23.4%  | 18.8%    | 12.9%    |
| 제3회                                     | 01월 23일   | 노부나가의 비밀       | 지쿠부 섬 (시가 현 나가하마 시)                                                           | 22.6%  | 23.4%  | 25.5%  | 19.5%    | 14.6%    |
| 제4회                                     | 01월 30일   | 혼노지로              | 소켄인 (교토부 교토시) 쇼소인 (나라현 나라시)                                             | 21.5%  | 22.6%  | 24.6%  | 22.2%    | 15.6%    |
| 제5회                                     | 02월 06일   | 혼노지의 변           | 혼노지 터 (교토 부 교토 시)                                                               | 22.0%  | 22.0%  | 23.0%  | 20.9%    | 14.8%    |
| 제6회                                     | 02월 13일   | 아케치의 천하         | 사이쿄지 (시가 현 오쓰시)                                                                 | 19.6%  | 20.7%  | 20.6%  | 16.8%    | 15.2%    |
| 제7회                                     | 02월 20일   | 어머니의 재혼         | 기요스성 (아이치현 기요스시)                                                              | 18.5%  | 18.1%  | 18.2%  | 18.2%    | 12.6%    |
| 제8회                                     | 02월 27일   | 처음 겪는 아버지      | 기타노쇼 성 터 · 시바타 공원 (후쿠이현 후쿠이시)                                          | 20.9%  | 20.0%  | 21.3%  | 17.7%    | 14.7%    |
| 제9회                                     | 03월 06일   | 의붓아버지의 눈물     | 시즈가타케 고전장 (시가 현 나가하마 시)                                                   | 20.0%  | 21.6%  | 20.7%  | 19.8%    | 18.3%    |
| 제10회                                    | 03월 20일   | 헤어짐                | 기타노쇼사이코지 (후쿠이 현 후쿠이 시)                                                    | 16.9%  | 17.2%  | 19.9%  | 18.6%    | 13.9%    |
| 제11회                                    | 03월 27일   | 원숭이의 인질         | 다마루 성 (미에 현 와타라이군 다마키정) 마쓰가시마 성 터 (미에 현 마쓰사카시)             | 15.7%  | 17.6%  | 17.8%  | 17.3%    | 12.6%    |
| 제12회                                    | 04월 03일   | 챠챠의 반란           | 센노리큐 거처 (오사카부 사카이시) 다이안 (묘키안 차 실) (교토 부 오토쿠니군 오야마자키정) | 17.1%  | 17.6%  | 19.4%  | 15.5%    | 10.5%    |
| 제13회                                    | 04월 10일   | 신부의 결의           | 오노 성 (시키야마 공원) (아이치현 도코나메시)                                             | 16.6%  | 15.4%  | 18.0%  | 17.8%    | 14.1%    |
| 제14회                                    | 04월 17일   | 연을 끊으라           | 사야노와타시아타노 비석 (아이치 현 아이사이시)                                            | 19.2%  | 17.5%  | 20.2%  | 18.0%    | 14.9%    |
| 제15회                                    | 04월 24일   | 원숭이의 정체         | 오사카성 터 (오사카 성 공원) (오사카 부 오사카시)                                         | 18.0%  | 18.3%  | 19.3%  | 19.3%    | 13.8%    |
| 제16회                                    | 05월 01일   | 간파쿠(관백) 히데요시 | 쇼류지 성 공원 (교토 부 나가오카쿄시) 호소카와 강 가라샤 은거지 (교토 부 교탄고시)        | 15.9%  | 16.0%  | 17.8%  | 16.8%    | 14.2%    |
| 제17회                                    | 05월 08일   | 이에야스의 신부       | 하마마쓰성 공원 (시즈오카현 하마마쓰시)                                                   | 20.7%  | 16.4%  | 19.7%  | 19.0%    | 15.4%    |
| 제18회                                    | 05월 15일   | 그리워서              | 오미조 성 (시가 현 다카시마시)                                                            | 18.1%  | 19.6%  | 20.0%  | 15.3%    | 12.1%    |
| 제19회                                    | 05월 22일   | 하츠의 혼담           | 쥬라쿠 다이 터 (교토 부 교토 시)                                                          | 17.3%  | 17.4%  | 19.5%  | 18.3%    | 17.0%    |
| 제20회                                    | 05월 29일   | 챠챠의 사랑           | 기타노 천만궁 (교토 부 교토 시)                                                           | 19.0%  | 20.3%  | 22.2%  | 20.6%    | 16.8%    |
| 제21회                                    | 06월 05일   | 토요토미의 아내       | 묘쿄지 (교토 부 교토 시)                                                                  | 17.6%  | 17.3%  | 20.6%  | 21.0%    | 14.2%    |
| 제22회                                    | 06월 12일   | 부모의 초상           | 지묘인 (와카야마현 이토군 고야정)                                                         | 18.3%  | 18.0%  | 20.9%  | 19.6%    | 12.3%    |
| 제23회                                    | 06월 19일   | 인질 히데타다         | 오다와라성 천수각 (가나가와현 오다와라시) 소운지 (가나가와 현 아시가라시모군 하코네정     | 18.0%  | 15.9%  | 21.0%  | 19.7%    | 14.1%    |
| 제24회                                    | 06월 26일   | 리큐 할복             | 고리야마 성 터 (나라 현 야마토코리야마시)                                                 | 18.1%  | 18.7%  | 20.9%  | 18.5%    | 14.6%    |
| 제25회                                    | 07월 03일   | 사랑의 폭풍우         | 다이도쿠지 (교토 부 교토 시)                                                              | 16.3%  | 16.1%  | 21.6%  | 17.8%    | 12.2%    |
| 제26회                                    | 07월 10일   | 어머니가 되는 때      | 기후성 터 (기후현 기후시)                                                                 | 16.2%  | 16.5%  | 21.0%  | 18.2%    | 14.9%    |
| 제27회                                    | 07월 17일   | 히데카쓰의 유언       | 하치만야마 성 터 (시가 현 오미하치만시)                                                   | 15.3%  | 15.5%  | 21.2%  | 15.6%    | 13.7%    |
| 제28회                                    | 07월 24일   | 히데타다에게 시집가라 | 즈이센지 (교토 부 교토 시)                                                                | 18.9%  | 17.5%  | 21.7%  | 19.3%    | 14.0%    |
| 제29회                                    | 07월 31일   | 최악의 남편           | 히데타다 탄생의 우물 (시즈오카 현 하마마쓰 시)                                            | 17.4%  | 16.7%  | 19.8%  | 16.8%    | 14.3%    |
| 제30회                                    | 08월 07일   | 사랑스러운 그대여     | 후시미성 터 (후시미모모야마 릉) (교토 부 교토 시)                                         | 17.6%  | 16.8%  | 21.3%  | 18.6%    | 14.8%    |
| 제31회                                    | 08월 14일   | 히데요시 죽다         | 다이고지 (교토 부 교토 시)                                                                | 13.1%  | 13.9%  | 19.9%  | 15.4%    | 13.9%    |
| 제32회                                    | 08월 21일   | 에도의 도깨비         | 간다묘진 (도쿄도 지요다구) 우오가시스이 신사 요배소 (도쿄 도 주오구)                      | 15.4%  | 16.9%  | 19.7%  | 18.9%    | 12.4%    |
| 제33회                                    | 08월 28일   | 도쿠가와의 며느리     | 사와야마 성 터 (사와야마 산 정상) (시가 현 히코네시)                                      | 15.6%  | 16.1%  | 20.4%  | 16.3%    | 16.1%    |
| 제34회                                    | 09월 04일   | 히메의 십자가         | 엣츄이 우물 (오사카 부 오사카 시)                                                         | 17.8%  | 17.4%  | 20.8%  | 20.1%    | 15.3%    |
| 제35회                                    | 09월 11일   | 덧없는 세키가하라     | 오쓰 성 터 (시가 현 오쓰 시)                                                              | 15.4%  | 17.4%  | 20.5%  | 18.3%    | 14.5%    |
| 제36회                                    | 09월 18일   | 남자의 각오           | 세키가하라 고전장 격전지 (기후 현 후와군 세키가하라정)                                    | 15.8%  | 17.2%  | 20.9%  | 19.5%    | 15.2%    |
| 제37회                                    | 09월 25일   | 센의 혼례             | 고코노미야 신사 (교토 부 교토 시)                                                         | 16.4%  | 17.4%  | 21.8%  | 17.6%    | 14.4%    |
| 제38회                                    | 10월 02일   | 최강의 유모           | 오비토케데라 (나라 현 나라 시)                                                            | 15.9%  | 16.1%  | 19.8%  | 16.9%    | 12.5%    |
| 제39회                                    | 10월 09일   | 운명의 대면           | 조코지 (후쿠이 현 오바마시)                                                               | 15.7%  | 14.5%  | 17.5%  | 20.0%    | 12.3%    |
| 제40회                                    | 10월 16일   | 부모의 마음           | 가스가노 쓰보네 (후쿠) 동상 (도쿄 도 분쿄구 기타인 (사이타마현 가와고에시)                | 15.2%  | 16.8%  | 21.3%  | 18.6%    | 11.3%    |
| 제41회                                    | 10월 23일   | 자매격돌!             | 호코지 (교토 부 교토 시 히가시야마구)                                                     | 17.0%  | 18.0%  | 23.5%  | 15.7%    | 16.9%    |
| 제42회                                    | 10월 30일   | 오사카 겨울 전투      | 오카야마(오카치야마 고분) (오사카 부 오사카 시)                                           | 16.1%  | 17.7%  | 21.1%  | 16.1%    | 14.8%    |
| 제43회                                    | 11월 06일   | 요도, 지다            | 시기노 신사(요도히메 신사) (오사카 부 오사카 시)                                          | 16.1%  | 15.5%  | 19.1%  | 16.3%    | 12.8%    |
| 제44회                                    | 11월 13일   | 에도성 소란           | 고쿄 히가시 교엔 (에도 성) 터 (도쿄 도 지요다 구) 곤노하치만 궁 (도쿄 도 시부야구)        | 15.6%  | 14.6%  | 19.2%  | 14.4%    | 11.7%    |
| 제45회                                    | 11월 20일   | 아들이여              | 구노잔토쇼궁 (시즈오카현 시즈오카시)                                                      | 15.6%  | 15.5%  | 17.1%  | 14.8%    | 12.2%    |
| 최종회                                    | 11월 27일   | 희망                  | 도쿄 도 미나토구 가나가와 현 가마쿠라시 후쿠이 현 오바마 시 교토 부 교토 시               | 19.1%  | 18.6%  | 22.5%  | 20.9%    | 15.6%    |
| 평균 시청률                               | 평균 시청률 | 평균 시청률           | 평균 시청률                                                                               | 17.7%  | 17.8%  | 20.7%  | 18.5%    | 14.2%    |
| (시청률은 간토 지방·비디오 리서치사 조사) |             |                       |                                                                                           |        |        |        |          |          |

## 같이 보기
- 대하드라마 (NHK)